# 马家庄乡 (合阳县)
马家庄乡是中国陕西省渭南市合阳县下辖的一个乡。

## 行政区划
马家庄乡下辖以下行政区：
马家庄村、富礼坊村、高池村、彭城村、金营村、蔡苜村、营里村、崔卢村、保宁村、全兴寨村、南吴仁村、北吴仁村、北郭村、西中雷村、南洼村、北庄村